# Pheidole tschinkeli

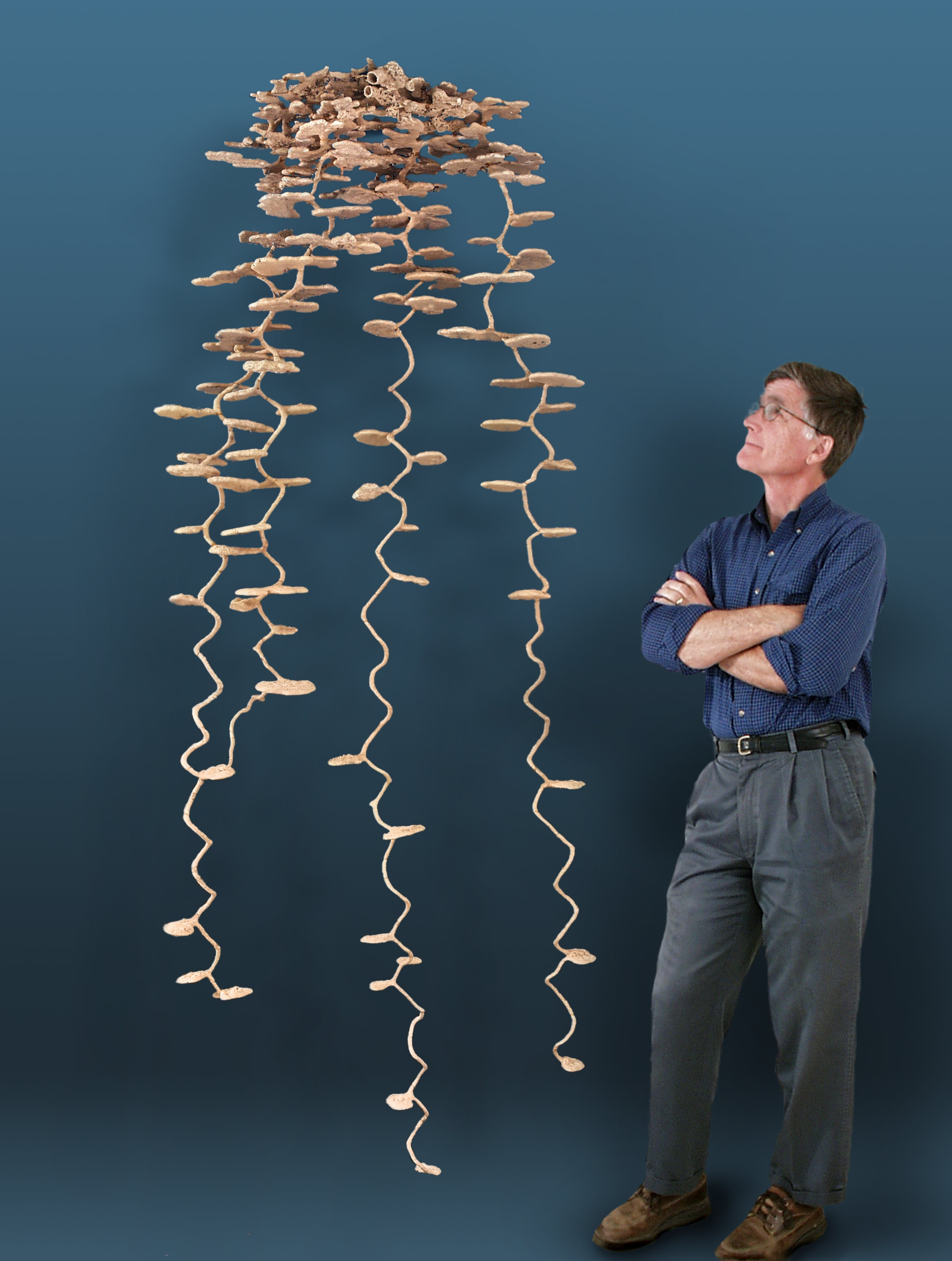
Walter R. Tschinkel, в честь которого назван вид

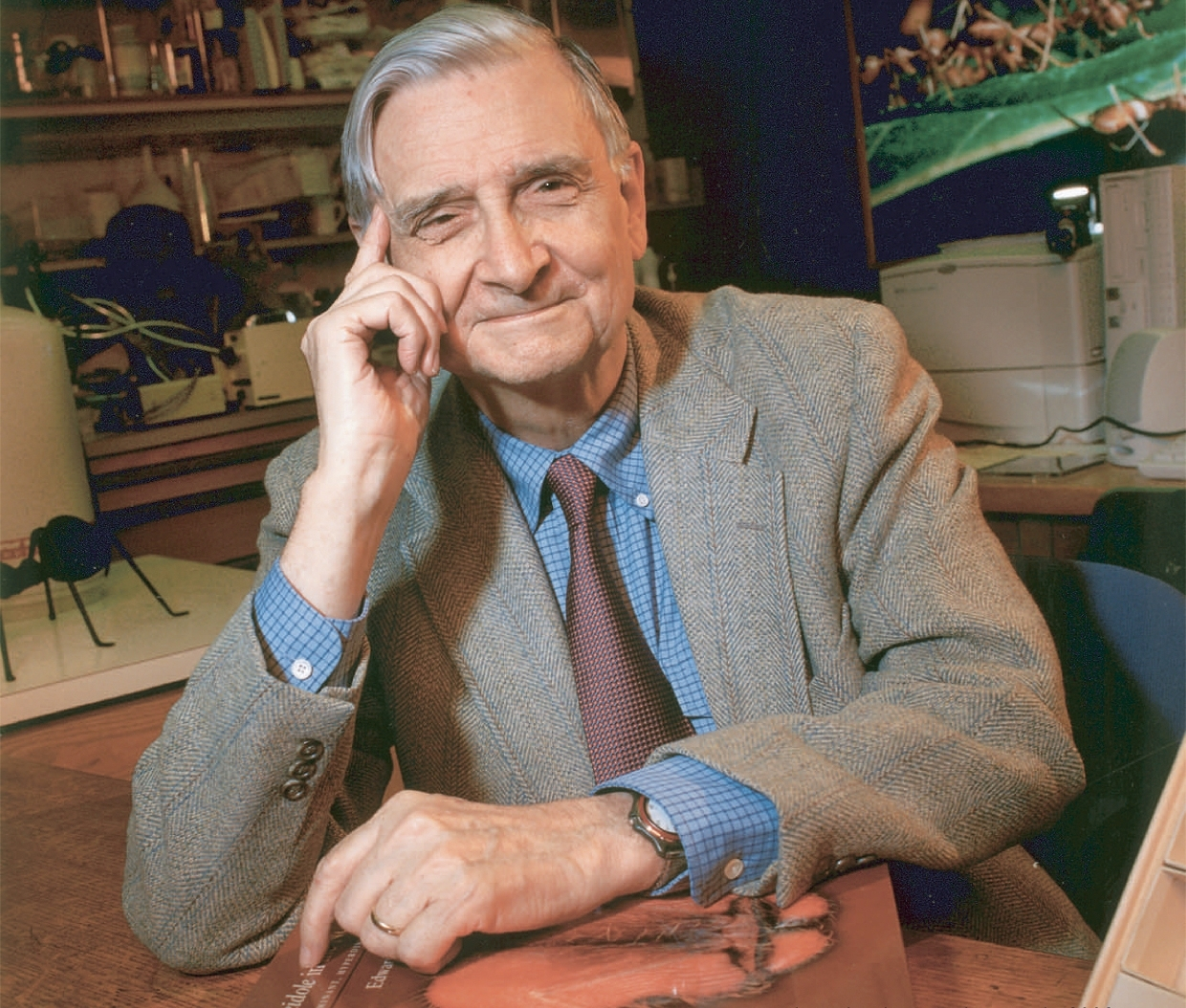
Профессор Эдвард Уилсон, автор первого описания вида.

Pheidole tschinkeli (лат.) — вид муравьёв рода Pheidole из подсемейства Myrmicinae (Formicidae). Новый Свет.

## Этимология
Видовое название Ph. tschinkeli дано в честь американского энтомолога профессора Уолтера Р. Чинкеля (Dr Walter R. Tschinkel, Университет штата Флорида), крупного специалиста по муравьям, собравшего типовую серию.

## Распространение
Центральная Америка: Гватемала (El Peten Tikal National Park), Мексика. В базе данных Antweb.org также указаны Гондурас, Никарагуа, Венесуэла.

## Описание
Мелкие земляные мирмициновые муравьи, длина около 2—3 мм, тело одноцветное буровато-чёрное (характерные для рода большеголовые солдаты крупнее рабочих). Солдаты: голова и тело темные, почти черновато-коричневые, за исключением щёк, которые темно-желтые; ноги и усики коричневые до средне-желтых. Рабочие: голова и тело темные, почти черно-коричневые; придатки коричневые до средне-коричневых. Затылочный край головы солдат вогнутый. Солдаты: проподеальные шипы толстые, вдвое длиннее базальной поверхности проподеума и изогнуты назад; скапусы усиков достигают затылочной границы; мезоплеврон и бока проподеума продольно шершавые; постпетиолярный узел латерально угловатый; волоски редкие и длинные, с некоторыми волосками в 2 раза длиннее глаза; голова двухцветная. Рабочие: проподеальные шипы крупные, вдвое длиннее базальной поверхности проподеума; мезоплевры продольно шершавые; затылок сужен, но лишен затылочного воротничка. Усики рабочих 12-члениковые с 3-члениковой булавой. Ширина головы крупных солдат — 1,04 мм (длина головы — 1,00 мм). Ширина головы мелких рабочих 0,56 мм, длина головы 0,66 мм, длина скапуса — 0,8 мм. Стебелёк между грудкой и брюшком состоит из двух члеников: петиолюса и постпетиолюса (последний четко отделен от брюшка). Ph. tschinkeli относится к видовой группе Pheidole diligens Group и сходен с видами Pheidole anima, Ph. indistincta, Ph. plebecula и Ph. piceonigra. Вид описан в 2003 году американским мирмекологом профессором Эдвардом Уилсоном по типовым материалам из Гватемалы.